# Maciej Lasek
Maciej Grzegorz Lasek (ur. 15 czerwca 1967 w Elblągu) – polski inżynier specjalizujący się w mechanice lotu, doktor nauk technicznych, przewodniczący Państwowej Komisji Badania Wypadków Lotniczych (2012–2016), poseł na Sejm IX i X kadencji (od 2019), pełnomocnik rządu do spraw Centralnego Portu Komunikacyjnego (od 2023), sekretarz stanu w Ministerstwie Funduszy i Polityki Regionalnej (2023–2024), sekretarz stanu w Ministerstwie Infrastruktury (od 2024).

## Życiorys
W 1992 ukończył studia na Wydziale Mechanicznym Energetyki i Lotnictwa Politechniki Warszawskiej, specjalizując się w zakresie budowy płatowców. W 2002 na podstawie rozprawy zatytułowanej Wpływ interferencji aerodynamicznej na ruch zrzucanych z samolotu zasobników uzyskał w Wojskowej Akademii Technicznej im. Jarosława Dąbrowskiego w Warszawie stopień doktora nauk technicznych w zakresie mechaniki. Odbył także zagraniczne kursy poświęcone badaniom dużych katastrof lotniczych i zarządzaniem badaniem takich zdarzeń. Uzyskał uprawnienia pilota samolotowego i szybowcowego, a także uprawnienia instruktora szybowcowego, motoszybowcowego i pilota doświadczalnego. Od 2003 do 2007 był redaktorem naczelnym periodyku „NIT – Nauka, Innowacje, Technika”.
Od 1992 do 2002 był pracownikiem Instytutu Lotnictwa. Następnie przeszedł do Państwowej Komisji Badania Wypadków Lotniczych, w czerwcu 2003 objął funkcję jej wiceprzewodniczącego ds. technicznych. Brał udział w badaniach około 120 wypadków i incydentów lotniczych. Udzielał się także jako biegły m.in. w postępowaniu dotyczącym katastrofy lotniczej w Mirosławcu. Od maja 2010 do lipca 2011 wchodził w skład Komisji Badania Wypadków Lotniczych Lotnictwa Państwowego, utworzonej do zbadania katastrofy Tu-154 w Smoleńsku z 10 kwietnia 2010. Pełnił w jej ramach funkcję zastępcy przewodniczącego podkomisji lotniczej.
W lutym 2012 został powołany na przewodniczącego PKBWL, zastępując Edmunda Klicha. Zajmował to stanowisko do września 2016. Jego odwołanie umożliwiła przegłosowana przez Prawo i Sprawiedliwość zmiana przepisów dotyczących kształtowania składu komisji.
W 2018 z listy Koalicji Obywatelskiej uzyskał mandat radnego sejmiku mazowieckiego VI kadencji. Został także zastępcą burmistrza warszawskiej dzielnicy Bemowo. W wyborach w 2019 uzyskał mandat posła na Sejm IX kadencji, kandydując z ramienia Koalicji Obywatelskiej w okręgu podwarszawskim i otrzymując 15 804 głosy. Przystąpił potem do Platformy Obywatelskiej.
W wyborach w 2023 z powodzeniem ubiegał się o poselską reelekcję (z wynikiem 20 565 głosów). W grudniu tego samego roku został pełnomocnikiem rządu do spraw Centralnego Portu Komunikacyjnego, objął również stanowisko sekretarza stanu w Ministerstwie Funduszy i Polityki Regionalnej. W lipcu 2024 przeszedł na tożsame stanowisko w Ministerstwie Infrastruktury.

## Wyniki w wyborach ogólnopolskich
| Wybory | Komitet wyborczy | Komitet wyborczy     | Organ            | Okręg | Wynik          |
| ------ | ---------------- | -------------------- | ---------------- | ----- | -------------- |
| 2019   |                  | Koalicja Obywatelska | Sejm IX kadencji | nr 20 | 15 804 (2,64%) |
| 2023   | Sejm X kadencji  | Koalicja Obywatelska | 20 565 (2,81%)   | nr 20 |                |